# Pristomerus fumipennis
Pristomerus fumipennis är en stekelart som först beskrevs av Wilkinson 1927.  Pristomerus fumipennis ingår i släktet Pristomerus och familjen brokparasitsteklar. Inga underarter finns listade i Catalogue of Life.